# Mesto Vicenza in Palladijeve vile v Benečiji
Mesto Vicenza in Palladijeve vile v Benečiji so del svetovne dediščine v Italiji, ki ščiti stavbe arhitekta Andree Palladia. UNESCO je mesto vpisal na seznam svetovne dediščine leta 1994. Sprva se je mesto imenovalo Vicenza, Palladijevo mesto in so bile vključene samo stavbe v neposredni bližini Vicenze.
Na prvotnem mestu so bile predstavljene različne vrste stavb, kot so Bazilika Palladiana, Teatro Olimpico in palače v samem mestu, skupaj z nekaj vilami v bližini. Vendar je večina Palladijevih ohranjenih vil ležala zunaj mesta. Leta 1996 je bila dediščina razširjena. Njeno sedanje ime odraža dejstvo, da vključuje vse paladijeve vile v Benečiji. Mesto Vicenza in Palladijeve vile v Benečiji imajo tudi nekaj primerov cerkvene arhitekture, vključno z relativno majhno cerkvijo v Maserju. Skupno je v Benečiji na Unescov seznam vpisanih 47 Palladijevih stavb.
Obstaja še ena pomembna skupina Palladijevih mestnih stavb v Benetkah, mestu, ki ima tudi status svetovne dediščine. Benetke imajo pomembne primere Palladijeve cerkvene arhitekture, vključno s cerkvijo San Giorgio Maggiore v Benetkah.

## Seznam mest v središču Vicenze
Seznam svetovne dediščine je registriran od leta 1994: zgodovinsko središče Vicenze s 23 paladijevimi spomeniki, ki so znotraj starodavnega srednjeveškega obzidja mesta.
| Lokacija                                | Slika | Opis |
| --------------------------------------- | ----- | --- |
| Arco delle Scalette                     |       | Slavolok, zgrajen leta 1596, katerega načrt pripisujejo Palladiu, okoli leta 1575. Stoji na jugovzhodni meji zgodovinskega središča mesta Vicenza in je bil edina točka dostopa iz mesta do svetišča Monte Berico. |
| Basilica Palladiana                     |       | Osrednje mesto na trgu Piazza dei Signori v Vicenzi, za katerega je sam Palladio rekel, da »bi ga lahko primerjali s katerim koli podobnim delom antike«.                                                          |
| Teatro Olimpico                         |       | Zasnovan za Accademia Olimpica (olimpijska akademija) in se je začel graditi leta 1580, ko je Palladio umrl. Lesene scene je delo Vincenza Scamozzija                                                              |
| Palazzo Chiericati                      |       | Dom mestne pinakoteke |
| Palazzo del Capitaniato                 |       | Palačo trenutno uporablja mestni svet znotraj Sale Bernarda. |
| Palazzo Porto                           |       | |
| Palazzo Thiene Bonin Longare            |       | (zgradil Vincenzo Scamozzi) |
| Palazzo Thiene                          |       | |
| Palazzo Valmarana                       |       | |
| Palazzo Barbaran da Porto               |       | Sedež Museo Palladio |
| Palazzetto Capra sul Corso              |       | |
| Palazzo Civena                          |       | |
| Casa Cogollo                            |       | Palladijeva hiša |
| Palazzo da Monte Migliorini             |       | |
| Palazzo Garzadori                       |       | |
| Palazzo Pojana                          |       | |
| Palazzo Porto in Piazza Castello        |       | (nepopolna) |
| Palazzo Schio                           |       | |
| Loggia Valmarana                        |       | |
| Dome of the cathedral                   |       | |
| Northern portal of the Cathedral        |       | |
| Portal of Santa Maria in Foro dei Servi |       | |
| Santa Maria Nova, Vicenza               |       | |

## Seznam vil
Kasneje leta 1996 je bilo območje razširjeno z dodajanjem dodatnih 24 Palladijevih vil, razdeljenih v deželi Benečija.
| #       | Ime                               | Lokacija                 | Provinca | Slika                                         | koordinate                                    |
| ------- | --------------------------------- | ------------------------ | -------- | --------------------------------------------- | --------------------------------------------- |
| 712-002 | Vila Trissino                     | Vicenza                  | Vicenza  |                                               | 45°33′55″N 11°32′49″E / 45.56528°N 11.54694°E |
| 712-003 | Vila Gazzotti Grimani             | Vicenza                  | Vicenza  |                                               | 45°33′13″N 11°34′30″E / 45.55361°N 11.57500°E |
| 712-004 | Vila Almerico Capra, «La Rotonda» | Vicenza                  | Vicenza  |                                               | 45°31′54″N 11°33′36″E / 45.53167°N 11.56000°E |
| 712-005 | Vila Angarano                     | Bassano del Grappa       | Vicenza  |                                               | 45°46′50″N 11°43′25″E / 45.78056°N 11.72361°E |
| 712-006 | Vila Caldogno                     | Caldogno                 | Vicenza  |                                               | 45°36′26″N 11°30′24″E / 45.60722°N 11.50667°E |
| 712-007 | Vila Chiericati                   | Grumolo delle Abbadesse  | Vicenza  |                                               | 45°30′16″N 11°39′12″E / 45.50444°N 11.65333°E |
| 712-008 | Vila Forni Cerato                 | Montecchio Precalcino    | Vicenza  |                                               | 45°39′11″N 11°33′40″E / 45.65306°N 11.56111°E |
| 712-009 | Vila Godi                         | Lonedo di Lugo Vicentino | Vicenza  |                                               | 45°44′44″N 11°31′43″E / 45.74556°N 11.52861°E |
| 712-010 | Villa Pisani                      | Bagnolo di Lonigo        | Vicenza  |                                               | 45°21′31″N 11°22′10″E / 45.35861°N 11.36944°E |
| 712-011 | Vila Poiana                       | Poiana Maggiore          | Vicenza  |                                               | 45°16′54″N 11°30′03″E / 45.28167°N 11.50083°E |
| 712-012 | Vila Saraceno                     | Agugliaro                | Vicenza  |                                               | 45°18′38″N 11°35′12″E / 45.31056°N 11.58667°E |
| 712-013 | Vila Thiene                       | Quinto Vicentino         | Vicenza  |                                               | 45°34′22″N 11°37′47″E / 45.57278°N 11.62972°E |
| 712-014 | Vila Trissino                     | Sarego                   | Vicenza  |                                               | 45°25′42″N 11°24′49″E / 45.42833°N 11.41361°E |
| 712-015 | Vila Valmarana                    | Bolzano Vicentino        | Vicenza  |                                               | 45°35′01″N 11°36′41″E / 45.58361°N 11.61139°E |
| 712-016 | Vila Valmarana                    | Monticello Conte Otto    | Vicenza  |                                               | 45°34′58″N 11°35′40″E / 45.58278°N 11.59444°E |
| 712-017 | Vila Badoer, «La Badoera»         | Fratta Polesine          | Rovigo   |                                               | 45°01′48″N 11°38′46″E / 45.03000°N 11.64611°E |
| 712-018 | Vila Barbaro                      | Maser                    | Treviso  |                                               | 45°48′20″N 11°58′48″E / 45.80556°N 11.98000°E |
| 712-019 | Vila Emo                          | Vedelago                 | Treviso  |                                               | 45°42′43″N 11°59′23″E / 45.71194°N 11.98972°E |
| 712-020 | Vila Zeno                         | Cessalto                 | Treviso  |                                               | 45°42′11″N 12°38′20″E / 45.70306°N 12.63889°E |
| 712-021 | Vila Foscari, «La Malcontenta»    | Mira                     | Benetke  |                                               | 45°26′07″N 12°12′01″E / 45.43528°N 12.20028°E |
| 712-022 | Vila Pisani                       | Montagnana               | Padova   |                                               | 45°13′37″N 11°28′07″E / 45.22694°N 11.46861°E |
| 712-023 | Vila Cornaro                      | Piombino Dese            | Padova   |                                               | 45°36′14″N 11°59′57″E / 45.60389°N 11.99917°E |
| 712-024 | Vila Serego                       | San Pietro in Cariano    | Verona   |                                               | 45°29′58″N 10°55′32″E / 45.49944°N 10.92556°E |
| 712-025 | Vila Piovene                      | Lugo Vicentino           |          | 45°44′48″N 11°31′36″E / 45.74667°N 11.52667°E |                                               |